# Moussa Latoundji
Moussa Latoundji (* 13. August 1978 in Porto-Novo) ist ein ehemaliger beninischer Fußballspieler und jetziger Trainer.

## Spieler

### Verein
Latoundji wechselte im Sommer 1998 vom FC Metz nach Deutschland zum Zweitligisten FC Energie Cottbus. Am dritten Spieltag der Saison 1998/99 gab er seine Premiere im deutschen Profifußball, als ihn Trainer Eduard Geyer beim Heimspiel gegen SpVgg Greuther Fürth in der 87. Minute einwechselte. Er absolvierte 18 Spiele in seiner ersten Saison und schoss am vorletzten Spieltag sein erstes Tor. Zu Beginn der Folgesaison 1999/2000 war er als Stammspieler gesetzt und erzielte je einen Treffer in den ersten beiden Spielen. Durch eine rote Karte am vierten Spieltag musste Latoundji drei Spiele pausieren, stand danach jedoch wieder in der Startelf und erzielte bis zum 14. Spieltag vier weitere Treffer. Am folgenden Spieltag brach er sich den Mittelfuß und kam erst Ende April 2000 wieder für die erste Mannschaft zum Einsatz. Beim letzten Saisonspiel gegen den 1. FC Köln stand Latoundji 90 Minuten auf dem Platz und erkämpfte mit der Mannschaft durch einen 2:0-Sieg den erstmaligen Aufstieg der Cottbuser in die Fußball-Bundesliga.
In der ersten Erstligasaison spielte Latoundji 26-mal. Im letzten Spiel, in dem Cottbus durch einen Sieg über den TSV 1860 München den Klassenerhalt sicherte, zog er sich einen Kreuzbandriss zu. Dieser wurde verschleppt und so verpasste der Mittelfeldmann die komplette Hinrunde der Folgesaison und kam in deren Rückrunde zu lediglich vier Einsätzen. Nach der Genesung spielte Latoundji weiter 25 Bundesligapartien in der Saison 2002/03. Am 29. Spieltag erzielte er im Heimspiel gegen Borussia Mönchengladbach sein erstes und einziges Bundesligator. Am Saisonende stieg er mit den Lausitzern ab.
Im ersten Zweitligaspiel nach dem Abstieg erzielte Latoundji gleich zu Beginn des Spiels ein Tor und zog sich kurz darauf einen Anriss des Innenbandes zu, so dass er erneut drei Wochen verletzungsbedingt ausfiel. Danach spielte er wieder in der Stammelf und kam in der Saison auf insgesamt 27 Einsätze und vier Tore.
Im Trainingslager zur Saison 2004/05 brach sich Latoundji die Kniescheibe. Davon erholte er sich nicht wieder und beendete im gleichen Jahre seine Karriere als Sportinvalide. 2009 gab er als Spielertrainer in seiner Heimat Benin sein Comeback bei AS Dragons FC de l'Ouémé und beendete im Juli 2010 endgültig seine Karriere.

### Nationalmannschaft
Latoundji war Auswahlspieler der beninischen Nationalmannschaft. Er nahm mit Benin an der Fußball-Afrikameisterschaft 2004 teil. Benin verlor alle drei Vorrundenspiele und wurde Gruppenletzter. Latoundji schoss dabei das einzige Tor seiner Mannschaft.

## Trainer
Moussa Latoundji besitzt eine Trainer-B-Lizenz. Zur Saison 2007/08 stand er als Co-Trainer bei der zweiten Mannschaft des Ludwigsfelder FC an der Seitenlinie. Von 2010 bis 2011 war Latoundji Trainer bei USS Kraké im Championnat National du Bénin und war zuvor bereits Spielertrainer bei AS Dragons FC de l’Ouémé. Danach begleitete er in Gabun noch für die Saison 2013/14 Cercle Mberié Sportif.
Später sprang er ab März 2022 als Interimstrainer für die beninische Nationalmannschaft ein und stand hier für fünf Spiele, von denen zwei auch zur Qualifikation für den Afrika-Cup 2022 gehörten, an der Seitenlinie.